# Psittacula bensoni
El loro gris de Mauricio (Psittacula bensoni) es una especie extinta de ave psitaciforme de la familia Psittaculidae endémica de las islas Mascareñas de Mauricio y Reunión en el océano Índico. La especie solo se conoce a partir de restos subfósiles y de menciones en relatos contemporáneos. Se les consideraba plagas para los cultivos y al ser presas fáciles fueron cazadas intensamente que junto a la deforestación llevó a la especie a la extinción. Esto sucedió en la década de 1730 en Reunión y en la década de 1760 en Mauricio.